# La Mort suspendue
Pour le documentaire, voir La Mort suspendue (film).

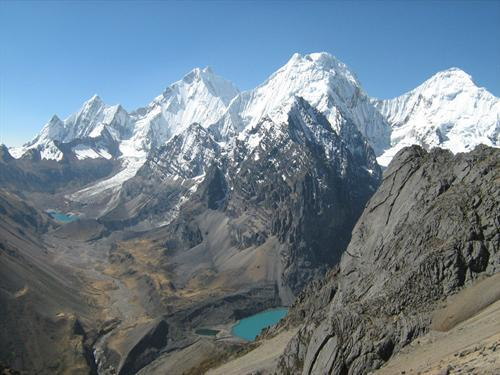
Siula Grande.

La Mort suspendue (Touching the Void en version originale anglaise) est un livre écrit par l'alpiniste Joe Simpson et publié en 1988. Il relate l'escalade désastreuse qu'il a faite avec Simon Yates du Siula Grande, culminant à 6 344 mètres d'altitude dans les Andes péruviennes.

## Résumé
En 1985, Yates et Simpson tentent l'escalade du flanc ouest du Siula Grande, qui n'a jamais été escaladé malgré l'essai de plusieurs équipes. Sans aucune assistance, à part Richard Hawking, un étudiant rencontré sur place, et qui garde leur camp de base et doit prévenir les secours après un certain temps d'absence, les deux hommes savent que le moindre problème peut leur être fatal.
Le troisième jour, avec le beau temps, ils ont compris que la partie haute du Siula Grande est constituée d'une corniche et de moraines de neige très dures à escalader. Malgré tout, ils réussissent l'ascension après plusieurs jours. Pris dans le mauvais temps, ils décident de redescendre par la face nord.
Mais l'expédition vire malheureusement très vite au drame lorsque Simpson se fracture une jambe, après une lourde chute contre une paroi. Il voit alors « l'effroi et la haine » dans les yeux de Yates, qui désormais va devoir l'aider à descendre alors que lui-même les ralentira tous les deux. Sans pétrole pour faire fondre la neige en eau, déshydratés et secoués par le parcours, les compagnons doivent descendre le plus rapidement possible au glacier, 1 000 mètres plus bas, s'ils veulent espérer survivre.
Yates arrive à faire descendre Simpson sur une cinquantaine de mètres à la fois, en nouant ensemble deux longueurs de cordes. Mais au bout de chaque longueur, Simpson doit se stabiliser et donner du mou à la corde pour que Yates défasse le nœud et le repasse dans son descendeur en huit et cela prend un temps important qui exaspère Yates en plus des conditions de tempête qui ne leur permettent pas de se voir et de s'entendre. Très énervé, Yates fait descendre Simpson de plus en plus vite sur les parois glacées, n'écoutant pas les hurlements de douleurs de ce dernier, dont la jambe fracturée heurte sans cesse le sol gelé. Dans l'impossibilité de se freiner sur des parois aussi raides, Simpson finit par glisser au-dessus d'un surplomb et se retrouver alors pendu dans le vide, sans pouvoir désormais détendre la corde et ainsi donner le mou nécessaire, qui permettrait à Yates de défaire le nœud, 25 mètres plus haut.
Dans l'incapacité de se voir ni de s'entendre, Yates qui ne comprend pas la situation et attend du mou dans la corde, tente après un certain temps de descendre sur la paroi, au grand effroi de Simpson qui se sent descendre légèrement et imagine parfaitement que son poids finira par les entraîner tous les deux, si Yates passe un point critique. Mais ce dernier, n'obtenant aucune réponse et ne voyant aucun autre choix, finit par couper la corde afin de sauver sa propre vie, Simpson chutant alors dans une crevasse. Persuadé d'avoir emmené son ami dans la mort, il pense alors se servir du corps de Yates, qu'il imagine bloqué à l'entrée de la crevasse, pour réussir à se hisser au dehors. Mais en tirant sur la corde, l'extrémité, sectionnée au couteau, ne lui laisse aucun doute sur les causes de sa chute. Sans rancune ni haine envers son ami, il parvient à trouver une seconde sortie à la crevasse, mais sans espérer sur ses chances de survie, persuadé que s'il arrive au camp, ses amis l'auront déjà quitté depuis un moment.
De son côté, Yates, la mort dans l'âme, car persuadé d'avoir tué son ami pour avoir la vie sauve, descend rapidement au camp de base. Il y retrouve Richard, avec qui il brûle toutes les affaires de Simpson, afin d'« expier son crime ».
Pourtant, au prix d'efforts surhumains, Simpson, qui ne peut se relever pour avoir une meilleure vision de son itinéraire, réussit l'exploit de se traîner et de ramper jusqu'au camp en trois jours. Par chance, il y arrive la veille du jour où les deux hommes ont décidé de redescendre dans la vallée. En pleine nuit, à quelques dizaines de mètres des tentes, alors que la folie s'empare de lui, il parvient à trouver la force d'appeler à l'aide. D'abord terrorisé par cette voix de son ami qu'il pense mort, Yates finit par sortir de la tente et courir à son secours. Complètement épuisé, Simpson lui tiendra rigueur d'avoir brûlé ses affaires, mais jamais d'avoir coupé la corde.

## Prix et distinctions
- 1988 : le livre remporte le Boardman Tasker Prize for Mountain Literature (en)[1]
- 1989 : NCR Book Award (en).

## Film documentaire
En 2003, un film documentaire du même nom est tiré du livre : La Mort suspendue est réalisé par Kevin Macdonald.